# Haplolophium
Haplolophium Endl. es un género de plantas de la familia Bignoniaceae que tiene seis especies de árboles.
The Plant List lo considera un sinónimo.

## Taxonomía
El género fue descrito por Adelbert von Chamisso  y publicado en Linnaea 7: 556. 1832. La especie tipo es: Haplolophium bracteatum

## Especies
| - Haplolophium blanchetii - Haplolophium bracteatum - Haplolophium dusenianum | - Haplolophium glaziovii - Haplolophium nunezii - Haplolophium rodriguesii |